# Scottish Football League
Scottish Football League är en fotbollsliga i Skottland som består av 30 klubbar fördelade på tre divisioner. Från början bestod ligan av elva klubbar. Den bildades 1890 och blev då världens andra fotbollsliga efter The Football League i England. 1998 bröt sig de 10 klubbarna i division ett ur ligan och bildade Scottish Premier League. 
Scottish Premier League och Scottish Football League är dock ännu sammanbundna genom upp- och nedflyttningssystem.

## Historia
Ligans första säsong spelades 1890/1891 och de klubbar som var med vid bildandet var:
- Abercorn FC
- Cambuslang FC
- Celtic FC
- Cowlairs FC
- Dumbarton FC
- Heart of Midlothian FC
- Rangers FC
- Renton FC
- St. Mirren FC
- Third Lanark AC
- Vale of Leven FC

1893 bildades en andra division som, till skillnad från första divisionen, lades ned under första världskriget, men återbildades 1921. 1923 bildades även en tredje division som dock lades ned redan 1926. Från 1946 bestod ligan åter av tre divisioner kallade "A", "B" och "C", där den sistnämnda även innehöll reservlag, men 1955 återgick man till två divisioner igen. 1975 ombildades ligan genom att klubbarna delades in i tre divisioner, senare utökad till fyra divisioner med tio klubbar i varje. 1998 bröt sig de tio klubbarna i högsta divisionen ur ligan och bildade Scottish Premier League.